# Агдашлу, Айдын
Айдын Агдашлу (род. 30 октября 1940, Решт) — иранский художник, график, писатель, кинокритик, кавалер французского ордена Почётного легиона.

## Биография
Айдын Агдашлу, сын Мохаммад-Бейка Агдашлу (Хаджи Оуф) и Нахид Нахичеван, родился 30 октября 1940 года в районе Афахрай города Решт, Иран. Его отец был кавказским азербайджанцем и членом партии «Мусават» («Равенство»), а фамилия его семьи произошла из небольшого городка Агдаш. Увидев в школе талант Айдына к живописи и его модели, сделанные вручную, Мохаммад-Бейк отвел его к Хабибу Мохаммади, художнику и учителю из Решта. Тётя Агдашлу и её муж были купцами и состоятельными людьми. Живя с ними, Агдашлу много времени рисовал в одиночестве. Увидев его талант в живописи, тётя зачислила его на уроки рисования монсеньора Базиля, где он впервые узнал о технике масляной живописи.

### После революции 1979 года
Агдашлу был организатором и координатором нескольких выставок после иранской революции. Хотя ни одна из них не была специальными выставками его работ, они сыграли важную роль в ознакомлении с современным иранским искусством людей внутри и за пределами Ирана. Он посетил несколько выставок из Ирана в другие страны, в том числе «Иранское искусство с прошлого до наших дней» в Китае, «Прошлое иранское искусство» в Японии и современные иранские картины с традиционным фоном, отправленные в Болонью, Италия.

## Работы

### Картина
До 2014 года Агдашлу провел только одну персональную выставку в Иране. Выставка 2014 года началась в ноябре в галерее Asar Gallery в Тегеране. Он также нарисовал несколько картин для книг Бахрама Бейзаи, таких как «Айярнаме», «Современное предисловие к Шахнаме» и «Свиток» шейха Шерзина.

### Графика
С юных лет Агдашлу создавал графические плакаты для выставок, книг и фильмов.

### Письмо
Агдашлу написал несколько произведений с художественной и литературной оценкой. Большая часть этих критических замечаний касается современного изобразительного искусства и прошлого Ирана и всего мира.

### Обучение
Агдашлу организовал несколько художественных классов. После революции он некоторое время преподавал живопись в Тегеранском университете Аль-Захра.

## Награды
На церемонии, которая состоялась 12 января 2016 г. в посольстве Франции в Иране, Агдашлу получил орден Почётного легиона.